# Chiropetalum molle
Chiropetalum molle är en törelväxtart som först beskrevs av Henri Ernest Baillon, och fick sitt nu gällande namn av Ferdinand Albin Pax och Käthe Hoffmann. Chiropetalum molle ingår i släktet Chiropetalum och familjen törelväxter. Inga underarter finns listade i Catalogue of Life.